# Harald Sievers

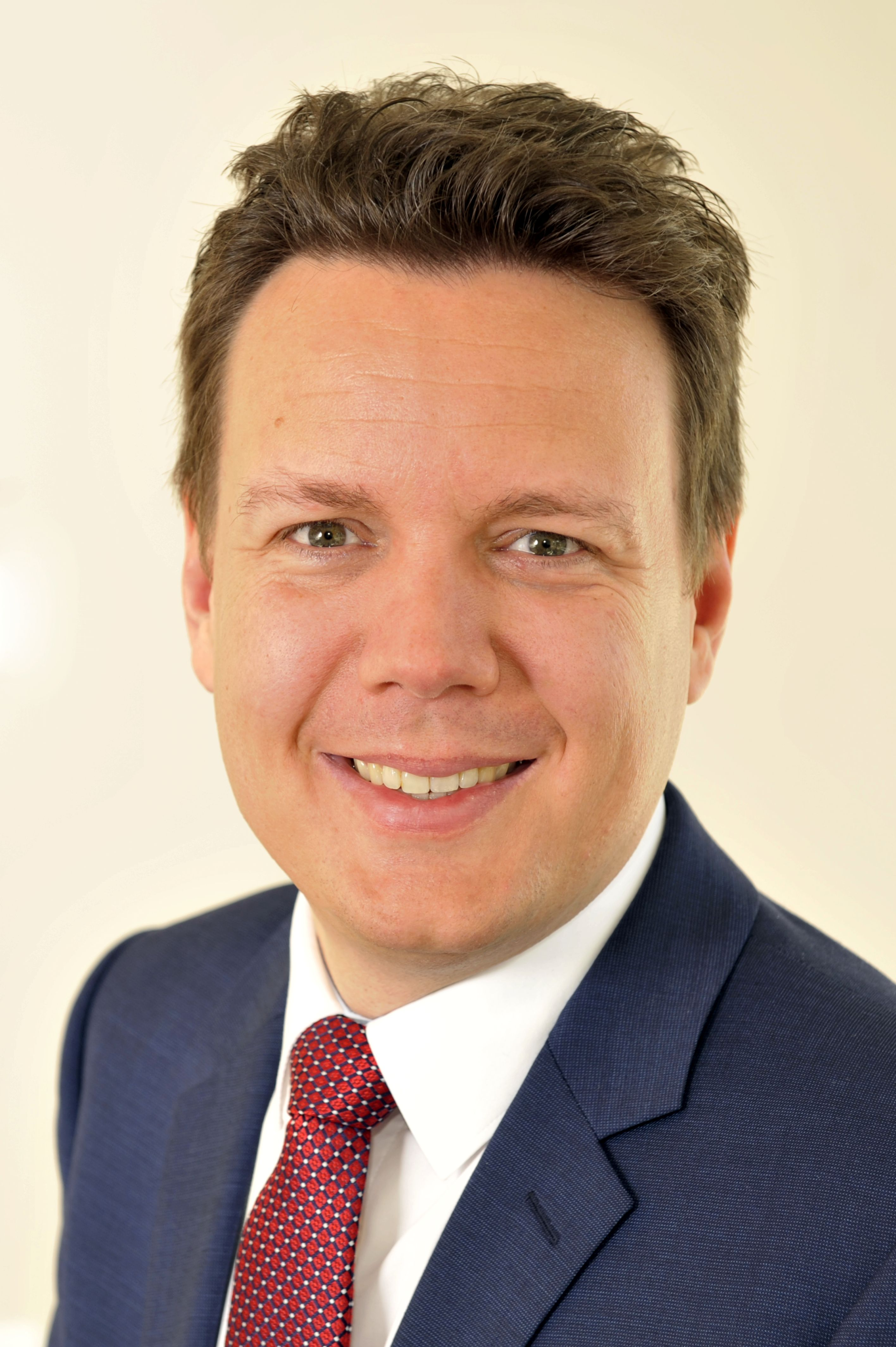
Harald Sievers (2018)

Harald Sievers (* 1975 in Münster, Westfalen) ist ein deutscher Politiker (CDU) und seit Juni 2015 Landrat des Landkreises Ravensburg. Zuvor war er von 2007 bis 2015 Erster Beigeordneter und Stadtkämmerer der Stadt Düren.

## Ausbildung und Beruf
Sievers wuchs in Münster-Nienberge auf und besuchte das Gymnasium Paulinum in Münster, wo er 1995 das Abitur ablegte. Nach dem Studium der Rechtswissenschaften an der Westfälischen Wilhelms-Universität seiner Geburtsstadt Münster sowie an den Universitäten Genf und Lausanne arbeitete er zunächst als Mitarbeiter von Johannes Hellermann am Lehrstuhl für Öffentliches Recht der Westfälischen Wilhelms-Universität und später am Lehrstuhl für Öffentliches Recht, Finanz- und Steuerrecht der Universität Bielefeld.
Im Anschluss an sein Referendariat beim Oberlandesgericht Koblenz und das zweite juristische Staatsexamen, war er ab 2005 beim Bundesrechnungshof und als Regierungsrat bei dem Senator für Inneres in Bremen tätig. Zusätzlich war er Lehrbeauftragter für Öffentliches Recht und Europarecht an der Hochschule für Öffentliche Verwaltung Bremen.

## Politische Karriere

### Erster Beigeordneter und Stadtkämmerer der Stadt Düren (2007 bis 2015)
Nachdem Sievers am 19. Juni 2007 vom Dürener Stadtrat einstimmig zum Ersten Beigeordneten und Stadtkämmerer gewählt worden war, übernahm er am 1. August 2007 als Nachfolger von Johannes Geismann die Leitung des Dezernates Allgemeine Verwaltung, Finanzen und Soziales der Stadt Düren und war in dieser Funktion auch der ständige allgemeine Stellvertreter des amtierenden Bürgermeisters Paul Larue.
Dort war er mit der Sanierung der Kommunalfinanzen betraut und konnte 2014 den ersten strukturell ausgeglichenen Haushalt seit 1991 präsentieren. In seine Amtszeit fielen zudem die Rekommunalisierung der Stadtwerke Düren und die Auszeichnung der Stadt Düren als Modellkommune E-Government.
Nach einem Wechsel der politischen Kräfteverhältnisse im Dürener Stadtrat bei der Kommunalwahl 2014 war seine Wiederwahl als Finanz- und Sozialdezernent unrealistisch geworden.

### Landrat des Landkreises Ravensburg (seit 2015)
Daraufhin kandidierte er als Nachfolger von Kurt Widmaier bei der Landratswahl im Landkreis Ravensburg und wurde vom Kreistag am 19. März 2015 im ersten Wahlgang mit 41 von 69 abgegebenen Stimmen zum Landrat gewählt. Sein Mitbewerber, der Leutkircher Bürgermeister Martin Bendel (parteilos), erhielt 27 Stimmen.
In seine erste Amtszeit als Landrat fielen eine Neustrukturierung der Berufsschullandschaft mit dem Einstieg in ein Schulbauprogramm 2020 – 2040, die Einführung eines neuen Regionalbussystems mit 13 neuen Schnell- und Regionalbusbuslinien, die Umsetzung einer neuen Medizinstrategie in der defizitären Oberschwabenklinik und der damit verbundenen Schließung des Krankenhauses Bad Waldsee sowie die Etablierung eines neuen Abfallentsorgungssystems im Landkreis.
Am 7. März 2023 wurde Sievers im ersten Wahlgang mit 52 von 70 Stimmen vom Kreistag für eine weitere Amtszeit als Landrat wiedergewählt und setzte sich damit gegen seinen Mitbewerber, den Tübinger Regierungsvizepräsidenten Utz Remlinger (CDU), durch, der neun Stimmen erhielt.

## Weitere Ämter
In seiner Funktion als Landrat ist Sievers auch 
- Vorsitzender des Verwaltungsrats der Kreissparkasse Ravensburg
- Aufsichtsratsvorsitzender der Oberschwabenklinik gGmbH
- Aufsichtsratsvorsitzender der Bodensee-Oberschwaben-Verkehrsverbundgesellschaft mbH
- stellvertretender Verbandsvorsitzender des Zweckverbands Oberschwäbische Elektrizitätswerke (OEW)
- Aufsichtsratsmitglied der EnBW Energie Baden-Württemberg AG.